# Lisandro López (labdarúgó, 1983)
Lisandro López (Buenos Aires, 1983. március 2. –) volt argentin labdarúgó-válogatott játékos, az argentin Racing Club labdarúgója.

## Pályafutása

### Klubcsapatokban
Lisandro az argentin Racing Club-ban kezdett el futballozni, ahol a 2004-es apertura szezonban gólkirály lett. Ez a teljesítmény felkeltette néhány nagyobb európai klub érdeklődését, többek között a Sevilláét és a Porto-ét. Végül 2,5 millió €-ért az FC Porto-ba igazolt. Itt az első szezonjában 26 meccsen 7 gólt lőtt. Ebben az időszakban vált az FC Porto kulcsjátékosává. Majd megszerezte első Bajnokok Ligája gólját is a Rangers ellen.
A 2007-2008-as szezonban szenzációsan játszott: 27 meccsen 24 gólt lőtt és még 3-at a Bajnokok Ligájában is. Az utóbbi 2008-2009-es sorozatban a góllövőlistát 6 góljával a 3. helyen zárta (1. Lionel Messi, 2. Steven Gerrard, Miroslav Klose mögött). A Porto-val a bajnoki címet is megszerezte.
2009 júliusában az Olympique Lyon csapatába igazolt 22 millió €-ért és még további 4 millió €-t kap a Porto a csatár teljesítményétől függően.
Már az első bajnoki mérkőzésén gólt szerzett a Le Mans ellen.

### Válogatottban
2005-ben José Pekerman meghívta az argentin labdarúgó-válogatottba egy világbajnoki selejtezőre. Az argentinok újdonsült szövetségi kapitánya Diego Maradona is számol vele.

## Statisztika
2015. február 27-i állapot
| Klub             | Szezon           | Bajnokság | Bajnokság | Kupa     | Kupa  | Liga kupa | Liga kupa | Nemzetközi | Nemzetközi | Teljes   | Teljes |
| Klub             | Szezon           | Mérkőzés  | Gólok     | Mérkőzés | Gólok | Mérkőzés  | Gólok     | Mérkőzés   | Gólok      | Mérkőzés | Gólok  |
| ---------------- | ---------------- | --------- | --------- | -------- | ----- | --------- | --------- | ---------- | ---------- | -------- | ------ |
| Racing Club      | 2002-03          | 3         | 0         | –        | –     | –         | -         | -          | -          | 3        | 0      |
| Racing Club      | 2003-04          | 30        | 8         | –        | –     | –         | -         | -          | -          | 30       | 8      |
| Racing Club      | 2004-05          | 37        | 18        | –        | –     | –         | -         | -          | -          | 37       | 18     |
| Racing Club      | Összesen         | 70        | 26        | –        | –     | –         | –         | –          | –          | 70       | 26     |
| FC Porto         | 2005–06          | 26        | 7         | 1        | 0     | -         | –         | 2          | 1          | 29       | 8      |
| FC Porto         | 2006-07          | 25        | 8         | 0        | 0     | -         | -         | 8          | 3          | 33       | 11     |
| FC Porto         | 2007–08          | 27        | 24        | 4        | 0     | 0         | 0         | 8          | 3          | 39       | 27     |
| FC Porto         | 2008–09          | 28        | 10        | 4        | 1     | 0         | 0         | 10         | 6          | 42       | 17     |
| FC Porto         | Összesen         | 106       | 49        | 9        | 1     | 0         | 0         | 28         | 13         | 143      | 63     |
| Olympique Lyon   | 2009–10          | 33        | 15        | 2        | 0     | 2         | 2         | 12         | 7          | 49       | 24     |
| Olympique Lyon   | 2010–11          | 27        | 17        | 2        | 0     | 1         | 0         | 5          | 2          | 35       | 19     |
| Olympique Lyon   | 2011–12          | 28        | 16        | 6        | 7     | 3         | 1         | 6          | 1          | 43       | 25     |
| Olympique Lyon   | 2012–13          | 31        | 11        | 1        | 1     | 1         | 0         | 6          | 2          | 39       | 14     |
| Olympique Lyon   | Összesen         | 119       | 59        | 11       | 8     | 7         | 3         | 27         | 12         | 166      | 82     |
| Al-Gharafa       | 2013–14          | 23        | 9         | 3        | 1     | 0         | 0         | 0          | 0          | 26       | 10     |
| Al-Gharafa       | 2014–15          | 14        | 10        | 0        | 0     | 0         | 2         | 0          | 0          | 14       | 10     |
| Al-Gharafa       | Összesen         | 37        | 19        | 3        | 1     | 0         | 0         | 0          | 0          | 40       | 20     |
| Karrier összesen | Karrier összesen | 333       | 153       | 23       | 10    | 7         | 3         | 55         | 25         | 427      | 193    |

## Díjai
- Portugál bajnok: 2005-06, 2006-07, 2007-08, 2008-09
- Portugálkupa-győztes: 2005-06, 2008-09
- Portugál szuperkupa-győztes: 2006
- Portugál gólkirály: 2007-08
- Az év játékosa Portugáliában: 2007-08